# Ppà vannu cu ce' ce'
Ppà vannu cu ce' ce' è il 23° album discografico di Brigantony, pubblicato nel 1993.

## Tracce
1. Giovane rock – 3:30
2. Cu cè cè – 3:07
3. U truffantino – 5:54
4. Tarantella pi tutti – 3:09
5. Comu sammuccannu – 2:58
6. U fissatu – 4:45
7. A polacca – 3:40
8. U ministru si cunfessa – 3:16